# Беломестное (Тульская область)
Беломестное — село в городском округе город Новомосковск Тульской области России.

## География
Расположено в пределах северной части Среднерусской возвышенности, по реке Проня. С севера к селу примыкает деревня Иваньково.
Село имеет одну улицу Дорожная, по которой расположены дома и останки Богоявленской церкви, наиболее пострадавшей при обстрелах.
Высота центра селения над уровнем моря — 187 м.
В деревне расположены два входа в Араповские пещеры.
Климат
В деревне, как и по всему муниципальному образованию, климат умеренно континентальный. Лето тёплое, средняя температура июля около +18 °C. Зима умеренно холодная, средняя температура января — в пределах −9…-10 °C. Годовое количество осадков — около 600 мм, из них на лето приходится 36 %, на осень — 26 %, на зиму — 20 %, на весну — 18 %.

## История
Богоявленская церковь впервые официально упоминается в архиве 1-я половины XVII века.

## Население
| 2010 |
| ---- |
| 27   |

## Инфраструктура
Личное подсобное хозяйство и дачи. На въезде в деревню находится крупный карьер Беломестный.
Нет водопровода и газа (по состоянию на 2018 год).

## Транспорт
Автодорога с выездом на участок федеральной автотрассы Р-132.
В апреле 2018 года на дорогу сошёл оползень и населённый пункт оказался отрезанным от большой земли. По мнению местных жителей, оползень произошёл из-за неправильной разработки карьера Беломестный.